# Mercado de Escania
El mercado de Escania (en danés: Skånemarkedet; en sueco: Skånemarknaden; en alemán: Schonenmarkt) fue un importante mercado de pescado especializado en arenques que tenía lugar anualmente en Escania durante la Edad Media. Desde alrededor de 1200, fue uno de los acontecimientos comerciales más importantes alrededor del mar Báltico y convirtió a Escania en un centro de distribución importante para el comercio entre Europa Occidental y Escandinavia. El mercado continuó durante 250 años y fue uno de los principales escenarios de la Liga Hanseática.
La feria tenía lugar del 24 de agosto a 9 de octubre, principalmente en ubicaciones entre las ciudades escanias de Skanör y Falsterbo en la boca sur del Öresund, con la industria pesquera extendiéndose en la península circundante. Ciudades como Køge, Arrastraør, Copenhague, Malmö, Helsingborg, Simrishamn, Ystad, y Trelleborg participaban en el mercado. Dado que los pescadores erigían sus cabinas comerciales y las tiendas provisionales cerca del área de pesca del arenque, las ubicaciones exactas del mercado cambiaban año a año.

## Comercio de arenque e importación de sal

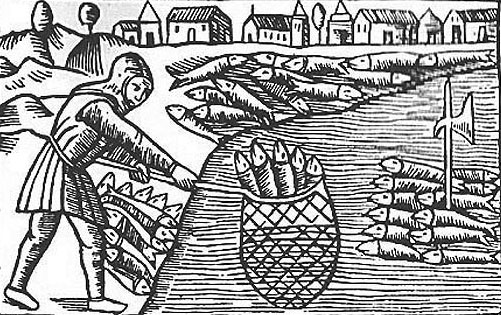
Pesca medieval del arenque en Escania (imagen publicada en 1555).

La base de la popularidad del mercado era la rica pesca de arenque alrededor de la península de Falsterbo. Adam de Bremen escribió que el caladero de arenques escanio era tan rico, que se podían capturar peces con las manos. Después visitar la región en 1364, durante la tregua en la guerra danesa-hanseática, el cruzado francés Philippe de Mezieres escribió: «Dos meses un año, en septiembre y octubre, el arenque viaja de un mar a otro a través del estrecho por orden de Dios, en tales números que es gran maravilla grande, y tantos pasan a través del estrecho en estos meses, que en varios lugares se les puede cortar con una daga».

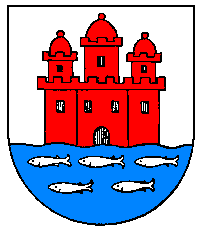
El comercio de arenque está simbolizado en el escudo de armas de Skanör-Falsterbo.

Desde al menos el siglo XII la península había sido el centro del comercio de arenques. El nombre escanio de la ciudad Falsterbo era Falsterbothe, que quería decir "las cabinas para pescado de Falster". El cronista del siglo XIII Arnold de Lübeck, autor dek Chronicon Slavorum, describió que los daneses tenían riqueza y abundancia de todo gracias a la pesca anual de arenques en la costa escania. Las leyes de la ciudad de Leiden en el siglo XV obligaban a todos los vendedores de arenque cuyo producto fuera de un origen distinto a Escania, a advertir sus clientes con un marcado claro.
La demanda de arenques durante este periodo fue grande. Era una fuente bastante económica de proteína para las poblaciones alrededor del Báltico durante el invierno y la Iglesia católica exigía ayuno de carne, en Cuaresma. Debido a la gran producción y la gran demanda, el mercado de pescado fue uno de los más importantes mercados del norte de Europa en el siglo XIV.
Durante la temporada de pesca, la sal y los barriles necesarios para la conservación eran importados desde la ciudad hanseática de Lüneburg por mercaderes de ciudades como Lübeck. Lübeck también, proporcionaba mano de obra para los picos de trabajo escanios, en especial las llamadas «mujeres de las branquias», que limpiaban el pescado asegurando un rápido procesado y salado del pescado.

## Impuestos daneses

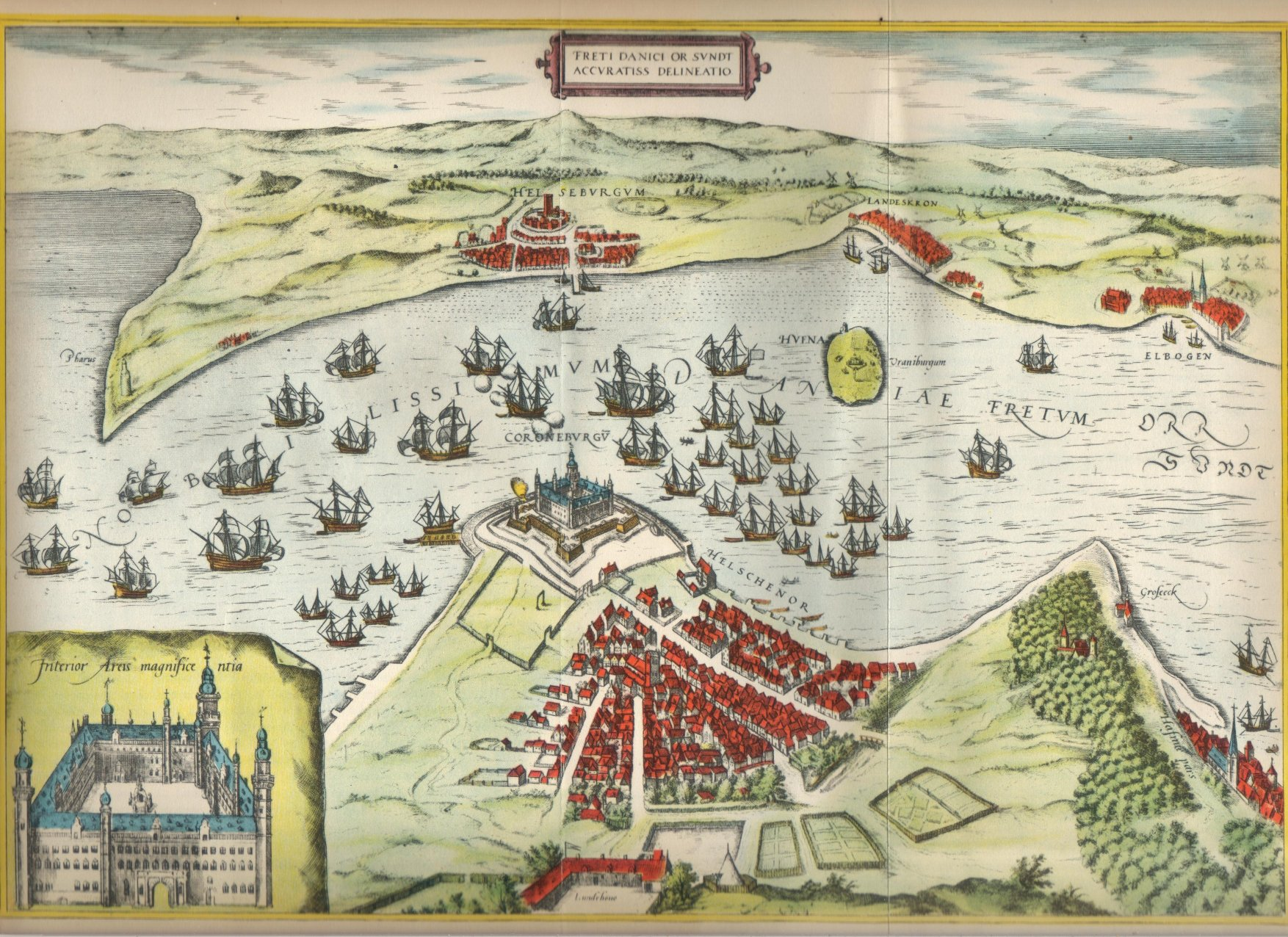
Los castillos daneses de Helsingborg (arriba)y Helsingør (abajo) en la parte más estrecha de Öresund (descrito sobre 1500).

El comercio de pescado estaba estrechamente regulado por la corona danesa, con reglas especiales para temas como las medida de la malla de las redes de pesca, que eran aplicadas por alguaciles específicos. Los gobernadores reales instalados en los castillos de Skanør y Falsterbo recaudaban derechos de aduana y actuaban como dirigentes judiciales y administrativos.
Aparte de los pescadores y los comerciantes de pescado locales, el mercado era visitado por comerciantes de Lübeck y otras ciudades hanseáticas, de Dinamarca, Suecia y Noruega oriental, así como del resto del Baltico, Inglaterra, Escocia, Flandes y Normandía. Además de comprar y venderse arenques, también se comerciaba aprovechando la ocasión con otros bienes entre los mercaderes extranjeros y escandinavos, propietarios locales y campesinos. Así se intercambiaban también caballos, mantequilla, hierro, alquitrán, grano, y artesanías de Escandinavia, Prusia, y Livonia.
La pesca y el mercado de Escania generaban grandes ingresos a la corona danesa y junto con los Peajes del Sund la hicieron virtualmente independiente de los impuestos feudales convencionales durante grandes periodos de tiempo. Un año de pesca bueno en el siglo XIV podía significar una exportación de 300.000 barriles de arenque y suponer un tercio de los ingresos del rey danés a través del mercado de Escania.

## Conflictos entre Dinamarca y la Liga Hanseática

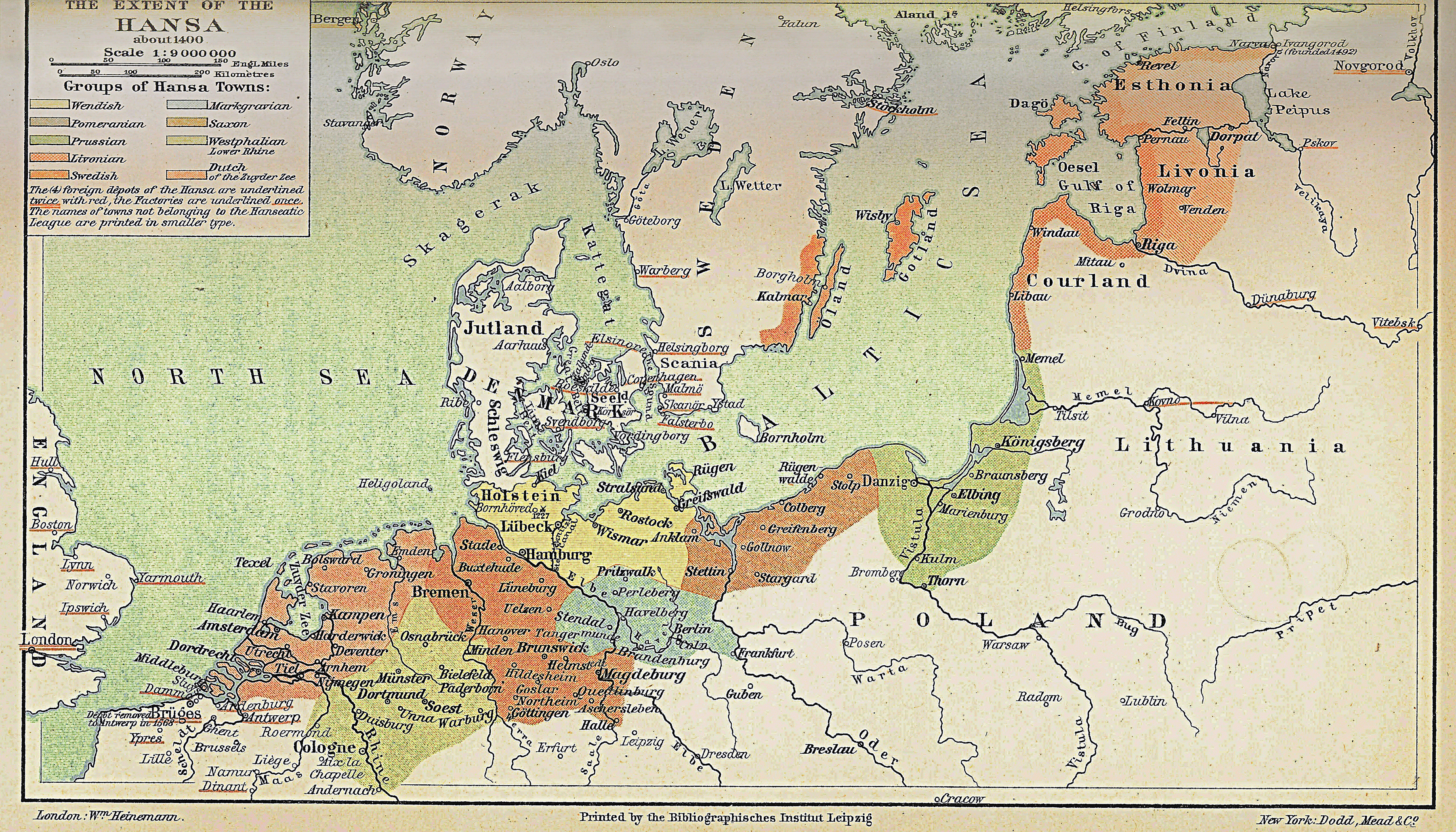
Extensión de la liga hanseática hacia 1400.

La mayoría del siglo XIV estuvo caracterizado por conflictos y guerras entre reyes daneses y la Hansa. Según la visión alemana, los daneses habían conseguido los arenques "«de Dios a cambio de nada». Mientras que otras ciudades escandinavas como Estocolmo y Bergen albergaban grandes colonias hanseáticas, las ciudades danesas que hospedaban el mercado no favorecían los establecimientos permanentes de la Liga. La mayoría de los mercaderes llegaba en el verano y volvía a casa después del fin del mercado.
En 1367, las ciudades hanseáticas se aliaron con Suecia, Mecklemburgo y Holstein en la Confederación de Colonia e iniciaron una guerra contra Dinamarca y Noruega. Con el tratado de Stralsund de 1370, se logró una paz que dejó a la liga hanseática en control de las fortificaciones en el mercado de Escania y el resto del Öresund durante 15 años.
La abundancia de arenque alrededor de Escania cesó a principios del siglo XV, perdiendo la región su importancia como emporio comercial.